# شيران
شيران هي قرية في مقاطعة نير، إيران. عدد سكان هذه القرية هو 198 في سنة 2006.